# Potentilla diskleii
Potentilla diskleii är en rosväxtart som beskrevs av Naruhashi. Potentilla diskleii ingår i Fingerörtssläktet som ingår i familjen rosväxter. Inga underarter finns listade i Catalogue of Life.